# Östergårdsharun
Östergårdsharun är en ö i Finland. Den ligger i Skärgårdshavet och i kommunen Hangö i den ekonomiska regionen  Raseborg i landskapet Nyland, i den sydvästra delen av landet. Ön ligger omkring 120 kilometer väster om Helsingfors.
Öns area är 3,6 hektar och dess största längd är 270 meter i sydväst-nordöstlig riktning. Ön höjer sig omkring 10 meter över havsytan.